# Jean Licart
Pierre Jean Charles André Alfred Licart, né le 30 janvier 1896 à Vincennes et mort le 9 août 1965 à Arcachon, est un officier de cavalerie et un écuyer français. Il fut membre du Cadre noir de Saumur et est connu pour avoir rationalisé les principes des grands maîtres de l'équitation. 

## Biographie
Fils d'un sous-officier de carrière, Licart s'enrôle dans l'armée à 18 ans lors de la déclaration de guerre en août 1914. Engagé volontaire comme simple soldat dans la cavalerie, il bénéficie d'un avancement rapide et devient officier en 1917. Croix de Guerre 14-18 avec deux citations, il sert en Algérie et au Maroc comme lieutenant de Spahis de 1921 à 1923 et de 1925 à 1926. Il est affecté à l'École de cavalerie de Saumur comme instructeur en 1929. Il est nommé chevalier de la Légion d'honneur en 1931 puis officier du même ordre en 1942 alors qu'il est chef d'escadron.

## Influences
Le commandant Licart s'inscrit dans la lignée de l'Équitation de tradition française. Il s'inspire des méthodes de François Baucher, de James Fillis, et du Général L'Hotte. À Saumur, il fut l'élève du commandant Wallon et le fidèle disciple et collaborateur du colonel Danloux. À ce titre, il contribua activement à l'élaboration d'un profond remaniement de la conception et de l'enseignement de l'assiette sur le plat et à l'obstacle. De même, on lui doit d'avoir établi les principes de l'équitation moderne sur l'étude des particularités de la mécanique animale et de la locomotion du cheval. Son ouvrage principal Équitation raisonnée demeure le texte de référence dans ce domaine.
Parallèlement à son œuvre écrite, le commandant Licart a été un professeur d'un talent pédagogique reconnu. Il enseignait à pied, et mimait à merveille les attitudes et les mouvements que le cavalier devait exécuter, son exemplarité à cheval étant toutefois moins parfaite.
Toute sa vie et dans toute son œuvre, il s'est efforcé d'harmoniser l'Homme et le Cheval pour améliorer leur complémentarité et leur entente.

## Publications
Il est l'auteur de ouvrages consacrés à l'équitation, parmi lesquels plusieurs manuels de référence sont régulièrement réédités : 
- Le cheval barbe et son redressage, Berger-Levrault, 1930.
- Équitation raisonnée, Delmas, 1939, réédité en 1943, 1951, 1963, 1972, 1989.
- Instruction équestre. Instruction du cavalier et dressage du cheval, Delmas, 1943.
- Comment apprendre à monter à cheval, Delmas, 1948, réédité en 1950, 1957,1961, 1965, 1976.
- Perfectionnement équestre, Delmas, 1950, réédité en 1963, 1972, 1989.
- Dressage, Delmas, 1954, réédité en 1976, 1989.
- Évolutions équestres à travers les âges, O. Perrin, 1963.
- Dressage simplifié, flexions, Delmas, 1976.
- Équitation imagée : équitation élémentaire, Lavauzelle, 1990.

### Équitation raisonnée
Ouvrage mis au point à Saumur vers 1935, c'est l’œuvre maîtresse du commandant. Voyant qu'en équitation on enseignait encore certaines erreurs, qu'il y avait trop d'empirisme et de statique ainsi que des idées fausses, Licart décida de repartir à zéro.
Avec un vétérinaire, le docteur Marcenac, il procéda à la dissection d'un certain nombre de chevaux morts et reconstitua une "machine animale". La colonne vertébrale était faite de marrons d'Inde, les muscles chefs de caoutchouc et de morceaux de chambre à air. Grâce à cette machine, il était possible de voir parfaitement ce qui se passait dans le cheval : engagement des postérieurs, voussure du rein, ramener, extension d'encolure etc. d'où découlent tous ses croquis de la relation entre les muscles chefs, le travail des congénères et antagonistes, etc.
Puis, attaché par le fond de sa culotte aux poutres du manège de Saumur, il filma aux différentes allures des chevaux sur le dos desquels il avait fait peindre une bande blanche. De retour chez lui, il prenait à un certain intervalle de secondes, le calque de ses films. C'est ainsi qu'il mit au point les oscillations de la tête, de la masse du ventre du cheval, du jeu latéral correspondant au poser des membres.
Il s'ensuivit toute une équitation faite de vie et de mouvement correspondant à la restitution exacte de la locomotion animale  fidèlement transposée par ses schémas, croquis et dessins.

### Dressage
Ce texte a été rédigé en 1951. Il en a donné le manuscrit à son fils lui demandant de le mettre en pratique sur un poulain et de ne lui présenter le cheval que lorsque son dressage correspondrait exactement à chaque chapitre : Point -situation - objectif - progression. Ultime recommandation : « Ne pas le déranger pour rien ! »
Son fils prit donc une pouliche difficile de 4 ans qui, chaque fois qu'elle était présentée pour la vente, s'affalait sur les genoux. En quelques mois, la jument illustrant parfaitement la progression du manuscrit, fit de tels progrès qu'elle fut achetée par un maître d'équipage.